# Красносельский, Александр Леонтьевич
Александр Леонтьевич Красносельский (1877—1944) — русский и советский архитектор. Внес значительный вклад в формирование архитектурного облика Екатеринослава — Днепропетровска. Спроектировал и построил около 200 зданий и сооружений, 30 из которых — в Днепропетровске.

## Биография
Родился 7 июля 1877 года (сомнительно - 7.7.77) в Верее недалеко от Москвы в семье провизора, рос в городе Тирасполь, куда переехала семья в 1879 году.
16 сентября 1895 года вступил в русскую студенческую корпорацию Fraternitas Arctica в Риге.
В 1906 году окончил Рижский политехнический институт с отличием.
С 1906—1908 гг. был командирован на обучение в страны Европы и Востока. В 1908—1912 гг. архитектор городе Бельцы в Бессарабии.
С 1912 г. — работал в транспортном отделе Екатеринославской городской управы. Проектировал и строил в Европе, городе Алупке и Воронцовском дворце.
При украинском гетмане Павле Скоропадском в  1918-м основал и редактировал чуть ли не первый екатеринославский  журнал «Аргонавты», который, впрочем, вскоре закрылся с приходом в город Нестора Махно. Близкими сотрудниками Красносельского по журналу были писатель Абрам Палей и художник Михаил Сапожников.
С 1919 по 1922 гг. работал архитектором архитектурно-строительного отдела Екатеринославского Ревкома.
С 1912 года Красносельский постоянно трудился в Екатеринославе — Днепропетровске:
- Вначале в должности инженера по благоустройству города, затем архитектором в управлении Госконтроля;
- 1913—1918 гг. — Екатеринославский городской инженер по устройству мостовых;
- 1915—1918 гг. — исполнял обязанности 2-го городского архитектора Екатеринослава;
- 1922—1929 гг. — губернским и окружным архитектором;
- 1930 — руководил «Днепропроектом».
- 1931 — заведовал кафедрой архитектуры сооружений и преподавал в Днепропетровском институте инженеров транспорта, транспортном техникуме.

Создал 30 зданий для Днепропетровска. Все уцелевшие строения занесены в государственный реестр охраны памятников архитектуры.
Был талантливым художником и поэтом, ценителем всех видов искусств. Собранная им значительная коллекция антиквариата, состоящая преимущественно из фарфора, была передана в Днепропетровский исторический музей.
Последние годы жизни часто болел. Умер 19 марта 1944 года в Днепропетровске. После смерти библиотека была передана в украинскую академию архитектуры, а в исторический музей города перешла коллекция фарфоровых изделий.

## Работы в Екатеринославе — Днепропетровске

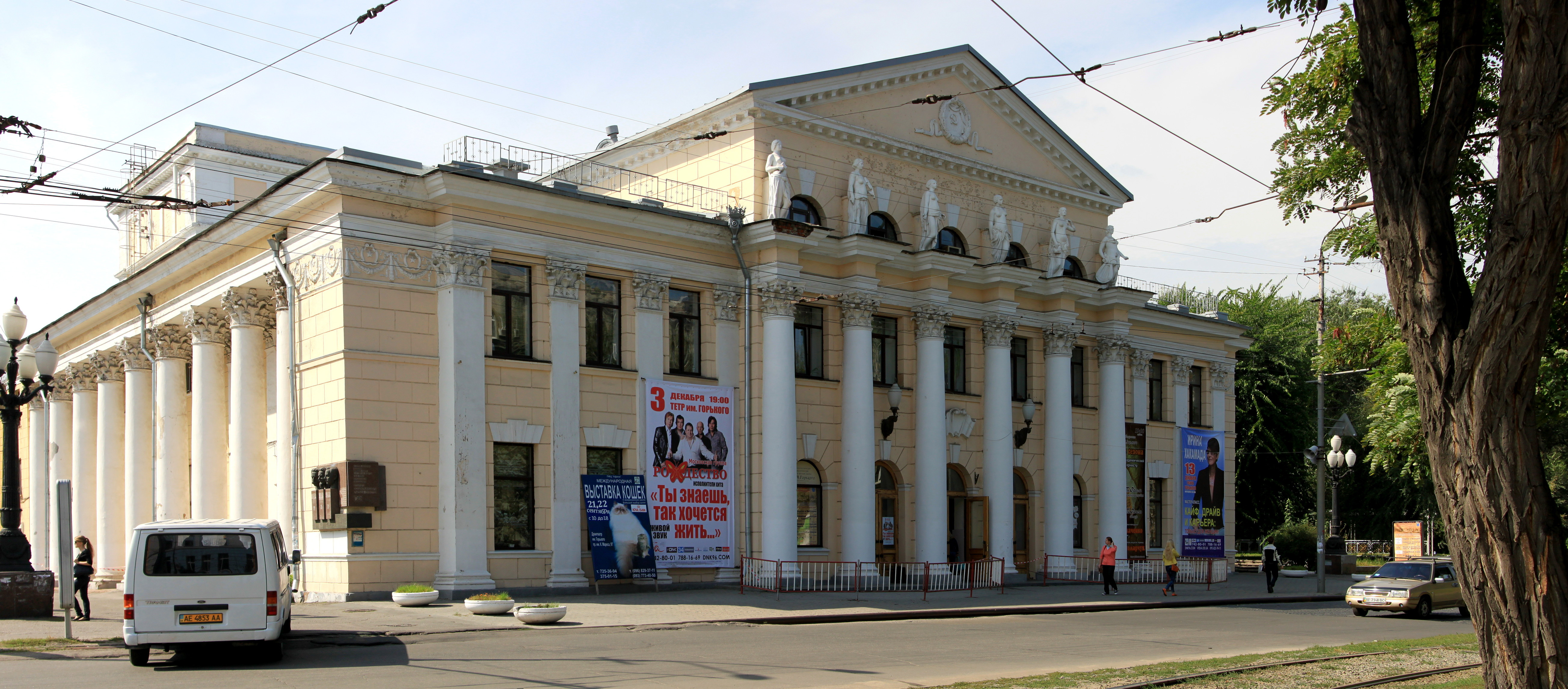
Днепропетровский академический театр русской драмы им. М. Горького

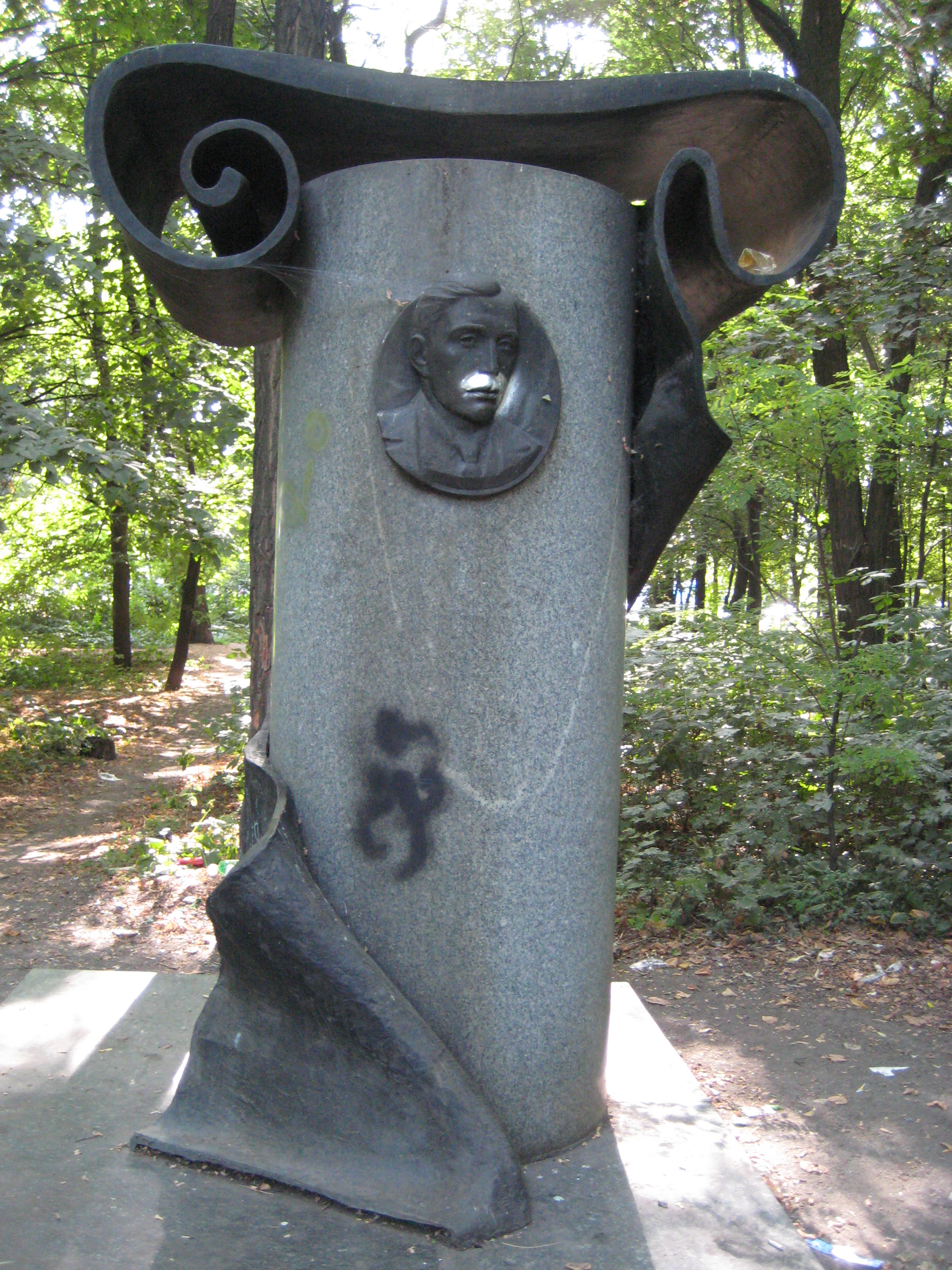
Памятник А. Л. Красносельскому в Днепре.
Автор памятника — архитектор Е. В. Амосов, автор портрета — скульптор В. И. Музыко.

- 1913 г. — проект укрепления балок на Мандрыковке (реализован частично).
- 1913 — дом Мордкович на ул. Крутогорной (спуск Крутогорный, 12).
- 1913—1915 гг. — проект и устройство мостовых на Екатерининском проспекте (пр. Дмитрия Яворницкого), улицах Садовой (ул. Андрея Фабра), Воскресенской, Казанской (ул. Михаила Грушевского), Литейной, Озерной площади и др.
- 1914 г. — проект укрепления Жандармской балки (Долгой балки).
- 1914 г. — проект дополнительных водосливов на дамбе между улицами Столыпинской (ул. Чернышевского) и Базарной (ул. Святослава Хороброго).
- 1914 г. — дом Запорожцева на ул. Садовой (ул. Андрея Фабра, 13).
- 1914 г. — дом Трухачева на ул. Тихой (ул. Мечникова, 3).
- 1914—1915 гг. — проект гудронированного шоссе Екатеринослав — Никополь (в пределах городских земель).
- 1915 г. — проект благоустройства Невенчанной балки с прокладкой нового квартала улицы Кудашевской (ул. Баррикадная) от Приказной (ул. Я. Самарского) до Крутогорной (реализован частично).
- 1915 г. — здание пансионата Екатеринославского дворянства для детей-сирот офицеров, погибших во время Первой мировой войны на Казанской улице (ул. Михаила Грушевского, 11).
- 1915 г. — три варианта проекта часовни нового военного кладбища на Симферопольской улице (не реализованы).
- 1915 г. — проект дома училища Екатеринославского отделения Императорского Русского Музыкального общества на углу проспекта Пушкина и улицы Херсонской (не реализован).
- 1916 г. — дом Прицкера на Николаевском проспекте (просп. Сергея Нигояна, 4).
- 1916 г. — проект корпуса медицинского факультета Варшавского университета (использован для Днепропетровского медицинского института, ул. Севастопольская, 17).
- Дом Платса на ул. Философской, 46.
- знаменитый дворец профилактик 1923
- Дом на Соборной площади, 5 (надстроен).
- Дом Маркова на ул. Казачьей (ул. Старокозацкая, 12а).
- Дом Рихтера на пр. Пушкина, 5.
- Дом Корсак на ул. Потемкинской (ул. Сергея Ефремова, 14).
- Арка входа в Городской сад (не сохранилась).
- Дом Воронцова на ул. Гоголя, 15.
- 1932 г. — Дворец труда (Дворец Ильича).[1]
- 1936 г. — дом на углу Короленко и Святослава Храброго.
- 1936 г. — реконструкция здания Университета на пр. Дмитрия Яворницкого, 36.
- 1938 г. — здания магазинов ЦУМ (пр. Дмитрия Яворницкого, 52) и Детский мир (не сохранился).
- Реконструкция здания коммерческого училища под облисполком.
- 1940 г. — дом на углу Короленко и Челюскина.
- Реконструкция театра им. Горького.